# 열린집합

원판의 내부, 즉 원의 중심으로부터 반지름 미만의 거리에 위치한 점들의 집합은 열린집합이다. 반대로, 경계를 포함하는 원판, 즉 원의 중심으로부터 반지름 이하의 거리에 위치한 점들의 집합은 닫힌집합이다.

일반위상수학에서 열린집합(-集合, 영어: open set) 또는 개집합(開集合)은 스스로의 경계를 전혀 포함하지 않는, 위상 공간의 부분 집합이다. 마찬가지로, 닫힌집합(-集合, 영어: closed set) 또는 폐집합(閉集合)은 스스로의 경계를 모두 포함하는, 위상 공간의 부분 집합이다. 열린집합은 닫힌집합의 여집합이며, 반대로 닫힌집합은 열린집합의 여집합이다.
이름과 달리, 열린집합과 닫힌집합의 개념은 서로 반대말이 아니다. 즉, 주어진 부분 집합은 동시에 열린집합이자 닫힌집합일 수 있으며, 이러한 부분 집합을 열린닫힌집합(-集合, 영어: clopen set) 또는 개폐집합(開閉集合)이라고 한다.

## 정의

### 열린집합과 닫힌집합
위상 공간의 정의에서, 열린집합의 개념은 보통 무정의 개념으로 간주된다. 즉, 위상 공간은 특정한 집합족 {\displaystyle {\mathcal {T}}}를 갖춘 집합이며, {\displaystyle {\mathcal {T}}}의 원소를 열린집합이라고 한다. 만약 위상 공간을 열린집합이 아닌 다른 방법으로 정의하게 된다면, 위상 공간 {\displaystyle X}의 부분 집합 {\displaystyle U\subseteq X}에 대하여 다음 개념들이 서로 동치이며, 이를 만족시키는 부분 집합을 열린집합이라고 한다.
- (닫힌집합을 통한 정의) {\displaystyle X\setminus U}가 닫힌집합이다.
- (내부를 통한 정의) {\displaystyle U=\operatorname {int} U}
- (폐포를 통한 정의) {\displaystyle U=X\setminus \operatorname {cl} (X\setminus U)}
- (경계를 통한 정의) {\displaystyle U\cap \partial U=\varnothing }
- (극한점을 통한 정의) {\displaystyle \operatorname {acc\,pt} _{2}(X\setminus U)\cap U\neq \varnothing }. 여기서 {\displaystyle \operatorname {acc\,pt} _{2}}는 극한점의 집합이다.
- (밀착점을 통한 정의) {\displaystyle \operatorname {acc\,pt} _{1}(X\setminus U)=X\setminus U}. 여기서 {\displaystyle \operatorname {acc\,pt} _{1}}은 밀착점의 집합이다.

마찬가지로, 위상 공간 {\displaystyle X}의 부분 집합 {\displaystyle F\subseteq X}에 대하여 다음 개념들이 서로 동치이며, 이를 만족시키는 부분 집합을 닫힌집합이라고 한다.
- (열린집합을 통한 정의) {\displaystyle X\setminus F}가 열린집합이다.
- (폐포를 통한 정의) {\displaystyle F=\operatorname {cl} F}
- (내부를 통한 정의) {\displaystyle F=X\setminus \operatorname {int} (X\setminus F)}
- (경계를 통한 정의) {\displaystyle \partial F\subseteq F}
- (극한점을 통한 정의) {\displaystyle \operatorname {acc\,pt} _{2}(F)\subseteq F}. 여기서 {\displaystyle \operatorname {acc\,pt} _{2}}는 극한점의 집합이다.
- (밀착점을 통한 정의) {\displaystyle \operatorname {acc\,pt} _{1}(F)=F}. 여기서 {\displaystyle \operatorname {acc\,pt} _{1}}은 밀착점의 집합이다.

위상 공간 {\displaystyle X}의 열린집합들의 집합족은 {\displaystyle {\boldsymbol {\Sigma }}_{1}^{0}(X)}로, 닫힌집합들의 집합족은 {\displaystyle {\boldsymbol {\Pi }}_{1}^{0}(X)}로 표기한다. (이 기호는 보렐 위계의 일부에서 유래한다.)
주어진 부분 집합을 포함하는 최소의 닫힌집합을 그 폐포라 하며, 주어진 부분 집합에 포함되는 최대의 열린집합을 그 내부라 한다.

### 열린닫힌집합
어떤 위상 공간 {\displaystyle (X,{\mathcal {T}})}의 부분 집합 {\displaystyle S\subseteq X}에 대하여, 다음 네 조건이 서로 동치이며, 이를 만족시키는 집합을 열린닫힌집합이라고 한다.
- {\displaystyle S}는 열린집합이며 닫힌집합이다. 즉, {\displaystyle \{S,X\setminus S\}\subseteq {\mathcal {T}}}이다.[1]:4, §1.6
- {\displaystyle S}는 정칙 열린집합이며 정칙 닫힌집합이다. 즉, {\displaystyle S=\operatorname {int} (\operatorname {cl} S)=\operatorname {cl} (\operatorname {int} S)}이다.
- {\displaystyle \partial S=\varnothing }. 즉, {\displaystyle S}의 경계는 공집합이다.[2]:87, Exercise 3.4.7
- {\displaystyle S}는 닫힌집합이며, {\displaystyle S\subseteq \operatorname {int} (\operatorname {cl} (S))}이다.[3]:§2

위상 공간 {\displaystyle X}의 열린닫힌집합들의 집합족은 {\displaystyle {\boldsymbol {\Delta }}_{1}^{0}(X)}로 표기한다. (이 기호는 보렐 위계의 일부에서 유래한다.)

### 정칙 열린집합과 정칙 닫힌집합
위상 공간 {\displaystyle X}의 부분 집합 {\displaystyle U\subseteq X}에 대하여 다음 조건들이 서로 동치이며, 이를 만족시키는 부분 집합 {\displaystyle U\subseteq X}를 정칙 열린집합(正則-集合, 영어: regular open set)이라고 한다.
- 스스로의 폐포의 내부와 일치한다. 즉, {\displaystyle U=\operatorname {int} (\operatorname {cl} U)}이다.[4]:29, Problem 3D[5]:6, §I.1[6]:50, Exercise 8.30
- {\displaystyle U=\operatorname {int} (F)}인 닫힌집합 {\displaystyle F\subseteq X}가 존재한다.
- 정칙 닫힌집합의 여집합이다.

마찬가지로, 위상 공간 {\displaystyle X}의 부분 집합 {\displaystyle F\subseteq X}에 대하여 다음 조건들이 서로 동치이며, 이를 만족시키는 부분 집합 {\displaystyle F\subseteq X}를 정칙 닫힌집합(正則-集合, 영어: regular closed set)이라고 한다.
- 스스로의 내부의 폐포와 일치한다. 즉, {\displaystyle F=\operatorname {cl} (\operatorname {int} F)}이다.[4]:29, Problem 3D[5]:6, §I.1[6]:50, Exercise 8.30
- {\displaystyle F=\operatorname {cl} (U)}인 열린집합 {\displaystyle U\subseteq X}가 존재한다.
- 정칙 열린집합의 여집합이다.

## 성질

### 함의 관계
위상 공간의 부분 집합에 대하여, 다음과 같은 함의 관계가 존재한다.
|                                                                |   | 정칙 열린집합 ⇒ 열린집합 |   |           |   |                        |
|                                                                | ⇗ |                          | ⇘ |           |   |                        |
| 열린닫힌집합                                                   |   |                          |   | 보렐 집합 |   |                        |
|                                                                | ⇘ |                          | ⇗ |           | ⇘ |                        |
|                                                                |   | 정칙 닫힌집합 ⇒ 닫힌집합 |   |           |   | 준열린집합 ⇒ 부분 집합 |
|                                                                |   |                          |   |           | ⇗ |                        |
| 조밀 열린집합의 여집합 ⇒ 조밀한 곳이 없는 집합 ⇒ 제1 범주 집합 |   |                          |   |           |   |                        |

### 연산에 대한 닫힘
임의의 위상 공간에서, 열린집합·닫힌집합·열린닫힌집합·정칙 열린집합·정칙 닫힌집합들은 다음과 같은 연산에 대하여 닫혀 있다.:29, Problem 3D
| 집합족        | 유한 교집합에 대해 닫힘 | 임의의 교집합에 대해 닫힘 | 유한 합집합에 대해 닫힘 | 임의의 합집합에 대해 닫힘 | 여집합에 대해 닫힘 | 연속 함수에 대한 원상 |
| ------------- | ----------------------- | ------------------------- | ----------------------- | ------------------------- | ------------------ | --------------------- |
| 열린집합      | ⭕                      | ❌                        | ⭕                      | ⭕                        | ❌                 | ⭕                    |
| 닫힌집합      | ⭕                      | ⭕                        | ⭕                      | ❌                        | ❌                 | ⭕                    |
| 열린닫힌집합  | ⭕                      | ❌                        | ⭕                      | ❌                        | ⭕                 | ⭕                    |
| 정칙 열린집합 | ⭕                      | ❌                        | ❌                      | ❌                        | ❌                 | ❌                    |
| 정칙 닫힌집합 | ❌                      | ❌                        | ⭕                      | ❌                        | ❌                 | ❌                    |

위 표에서, ⭕는 집합족이 주어진 연산에 대하여 닫혀 있다는 뜻이다. 예를 들어, 열린집합의 유한 교집합은 항상 열린집합이다. ❌는 일반적인 위상 공간에서 집합족이 주어진 연산에 대하여 닫혀 있지 않을 수 있다는 뜻이며, 특정 위상 공간에서는 집합족들이 추가 연산에 대하여 닫혀 있을 수 있다. 예를 들어, 알렉산드로프 공간에서 열린집합들은 임의의 교집합에 대하여 닫혀 있다.
열린집합·닫힌집합의 개념을 사용하여, 두 위상 공간 사이의 다음과 같은 특별한 함수들을 정의할 수 있다.
| 집합족   | 상 보존   | 원상 보존 |
| -------- | --------- | --------- |
| 열린집합 | 열린 함수 | 연속 함수 |
| 닫힌집합 | 닫힌 함수 | 연속 함수 |

즉, 열린집합의 상이 항상 열린집합인 함수는 열린 함수라고 하며, 닫힌집합의 원상이 항상 닫힌집합인 함수는 연속 함수라고 한다.

### 연결성과의 관계
임의의 위상 공간 {\displaystyle X}에 대하여, 다음 두 조건이 서로 동치이다.
- {\displaystyle X}는 연결 공간이다.
- 정확히 두 개의 열린닫힌집합을 갖는다. (이는 물론 {\displaystyle X}와 {\displaystyle \varnothing }이다.)

임의의 열린닫힌집합은 (유한 또는 무한 개의) 연결 성분들의 합집합이다.
유한 개의 연결 성분을 갖는 위상 공간 {\displaystyle X}의 부분 집합 {\displaystyle A\subseteq X}에 대하여, 다음 두 조건이 서로 동치이다.
- 열린닫힌집합이다.
- {\displaystyle A=C_{1}\cup C_{2}\cup \cdots \cup C_{n}}인 자연수 {\displaystyle n\in \mathbb {N} } 및 연결 성분들 {\displaystyle C_{1},C_{2},\dots ,C_{n}\subseteq X}이 존재한다.

그러나 무한 개의 연결 성분을 갖는 위상 공간의 경우, 열린집합이 아닌 연결 성분이 존재할 수 있다.

### 순서론적 성질
위상 공간 {\displaystyle X}의 열린닫힌집합들은 합집합·교집합·여집합 아래 불 대수를 이룬다. 반대로, 스톤 표현 정리에 따라 모든 불 대수는 어떤 위상 공간의 열린닫힌집합 불 대수로 나타낼 수 있다.
위상 공간 {\displaystyle X} 위의 정칙 열린집합들의 집합족 {\displaystyle \operatorname {RegOpen} (X)} 위에 다음과 같은 연산 {\displaystyle (\top ,\bot ,\land ,\lor ,\lnot )}들을 부여하면, 이는 완비 불 대수를 이룬다.:66, Theorem 10.1
{\displaystyle \top =X}
{\displaystyle \bot =\varnothing }
{\displaystyle U\land V=U\cap V}
{\displaystyle \lnot U=X\setminus \operatorname {cl} (U)}
{\displaystyle U\lor V=\operatorname {int} \left(\operatorname {cl} (U\cup V)\right)}
임의의 정칙 열린집합들의 족 {\displaystyle {\mathcal {U}}}의 상한과 하한은 각각 다음과 같다.
{\displaystyle \bigvee {\mathcal {U}}=\operatorname {int} \left(\operatorname {cl} \left(\bigcup {\mathcal {U}}\right)\right)}
{\displaystyle \bigwedge {\mathcal {U}}=\operatorname {int} \left(\operatorname {cl} \left(\bigcap {\mathcal {U}}\right)\right)}
마찬가지로, 위상 공간 {\displaystyle X} 위의 정칙 닫힌집합들의 집합족 {\displaystyle \operatorname {RegClsd} (X)} 위에 다음과 같은 연산 {\displaystyle (\top ,\bot ,\land ,\lor ,\lnot )}들을 부여하면, 이는 완비 불 대수를 이룬다.
{\displaystyle \top =X}
{\displaystyle \bot =\varnothing }
{\displaystyle F\land G=\operatorname {cl} (\operatorname {int} (F\cap G))}
{\displaystyle \lnot F=\operatorname {cl} (X\setminus F)}
{\displaystyle F\lor G=F\cup G}
임의의 정칙 닫힌집합들의 족 {\displaystyle {\mathcal {F}}}의 상한과 하한은 각각 다음과 같다.
{\displaystyle \bigvee {\mathcal {F}}=\operatorname {cl} \left(\operatorname {int} \left(\bigcup {\mathcal {F}}\right)\right)}
{\displaystyle \bigwedge {\mathcal {F}}=\operatorname {cl} \left(\operatorname {int} \left(\bigcap {\mathcal {F}}\right)\right)}

## 예

### 거리 공간
유클리드 공간을 비롯한 거리 공간 {\displaystyle (X,d)}이 주어져 있을 때, 중심 {\displaystyle x\in X}의, 반지름 {\displaystyle r>0}의 열린 공은 다음과 같다.
{\displaystyle \operatorname {ball} (x,r)=\{y\in X\colon d(x,y)<r\}}
{\displaystyle (X,d)}의 모든 열린 공들은 정칙 열린집합이다. {\displaystyle (X,d)}의 열린집합들은 {\displaystyle X}의 열린 공들의 합집합이다. (다시 말해, 열린 공들은 {\displaystyle (X,d)}의 기저를 이룬다.)
즉, 임의의 부분 집합 {\displaystyle U\subseteq X}에 대하여 다음 두 조건이 서로 동치이다.
- {\displaystyle U}는 {\displaystyle X}의 열린집합이다.
- 임의의 {\displaystyle x\in U}에 대하여, {\displaystyle \operatorname {ball} (x,r)\subseteq U}가 되는 양의 실수 {\displaystyle r>0}가 존재한다.

### 전순서 집합
실수선과 같은 전순서 집합 {\displaystyle (X,\leq )}의 순서 위상에서, 열린집합들은 열린구간들의 합집합이다. 즉, 모든 열린구간
{\displaystyle (a,b)=\{c\in X\colon a<c<b\}}
또는
{\displaystyle (-\infty ,b)=\{c\colon c<b\}}
또는
{\displaystyle (a,\infty )=\{c\colon a<c\}}
은 정칙 열린집합이며, 열린구간들의 합집합은 열린집합이며, 반대로 모든 열린집합은 열린구간의 합집합으로 나타낼 수 있다. 다시 말해, 열린구간들은 {\displaystyle (X,\leq )}의 기저를 이룬다. (그러나 열린구간들의 합집합이 정칙 열린집합일 필요는 없다.)

### 이산 공간
임의의 위상 공간 {\displaystyle X}에 대하여, 다음 조건들이 모두 서로 동치이다.
- {\displaystyle X}의 모든 부분 집합은 열린닫힌집합이다.
- {\displaystyle X}의 모든 부분 집합은 열린집합이다.
- {\displaystyle X}의 모든 부분 집합은 닫힌집합이다.
- {\displaystyle X}의 모든 부분 집합은 정칙 열린집합이다.
- {\displaystyle X}의 모든 부분 집합은 정칙 닫힌집합이다.
- {\displaystyle X}는 이산 공간이다.

즉, 이산 공간에서는 (정의에 따라) 모든 부분 집합들이 열린집합·닫힌집합·정칙 열린집합·정칙 닫힌집합·열린닫힌집합이다.

### 비이산 공간
비이산 공간 {\displaystyle X}에서, 열린집합은 {\displaystyle X}와 {\displaystyle \varnothing } 밖에 없다. 마찬가지로, 닫힌집합·정칙 열린집합·정칙 닫힌집합·열린닫힌집합 또한 이 둘 밖에 없다.

### 열린닫힌집합
임의의 위상 공간 {\displaystyle X}에서, {\displaystyle X}와 {\displaystyle \varnothing }은 열린닫힌집합이며, 따라서 항상 정칙 열린집합이자 정칙 닫힌집합이다.
유리수의 위상 공간 {\displaystyle \mathbb {Q} }에서, 구간 {\displaystyle (-\infty ,{\sqrt {2}})\subseteq \mathbb {Q} }은 열린닫힌집합이다.
T1 공간 {\displaystyle X}의 고립점 {\displaystyle x\in X}이 주어졌을 때, 한원소 집합 {\displaystyle \{x\}}은 (정의에 따라) 열린닫힌집합이다.

### 정칙 열린집합이 아닌 열린집합
실수선의 열린집합
{\displaystyle U=(0,1)\cup (1,2)}
을 생각하자. 그렇다면,
{\displaystyle \operatorname {cl} U=[0,2]}
{\displaystyle \operatorname {int} (\operatorname {cl} U)=(0,2)\supsetneq U}
이므로, {\displaystyle U}는 열린집합이지만 정칙 열린집합이 아니다. 마찬가지로, 그 여집합 {\displaystyle \mathbb {R} \setminus U}는 닫힌집합이지만 정칙 닫힌집합이 아니다.
또한, 열린구간 {\displaystyle (0,1)}과 {\displaystyle (1,2)}는 정칙 열린집합이므로, 정칙 열린집합들은 유한 합집합에 대하여 닫혀 있지 않음을 알 수 있다. 마찬가지로, 정칙 닫힌집합들은 유한 교집합에 대하여 닫혀 있지 않음을 알 수 있다.
절댓값 함수 {\displaystyle |\cdot |\colon \mathbb {R} \to \mathbb {R} }는 연속 함수이다. 이 함수 아래, 정칙 열린집합 {\displaystyle (0,1)}의 원상
{\displaystyle |\cdot |^{-1}\left[(-1,1)\right]=(-1,0)\cup (0,1)}
은 열린집합이지만 정칙 열린집합이 아니다. 즉, 정칙 열린집합은 연속 함수에 대한 원상에 대하여 닫혀 있지 않다.

## 역사
열린집합·닫힌집합의 개념은 극한점의 개념의 등장 이후 발달되었다.
‘닫힌집합’(독일어: abgeschlossene Menge, 프랑스어: ensemble fermé)이라는 용어는 게오르크 칸토어가 1884년에 최초로 사용하였다.:223, §3:470, §17:388
‘열린집합’(프랑스어: domaine ouvert)이라는 용어는 르네루이 베르가 1899년 박사 학위 논문에서 최초로 사용하였다.:227–228, §8

## 참고 문헌
1. ↑  Davey, Brian A.; Priestley, Hilary A. (2002). 《Introduction to lattices and order》 (영어) 2판. Cambridge University Press. doi:10.1017/CBO9780511809088. ISBN 978-0-521-78451-1. Zbl 1002.06001.
2. ↑  Mendelson, Bert (1975). 《Introduction to topology》 (영어) 3판. Allyn and Bacon. Zbl 0304.54003.
3. ↑  Dontchev, Julian (1998). 〈Survey on preopen sets〉. 《位相空間論とその応用研究会》 (영어). 八代工業高等専門学校. 1–18쪽. arXiv:math/9810177. Bibcode:1998math.....10177D. |출판사=에 templatestyles stripmarker가 있음(위치 1) (도움말)
4. 1 2 3  Willard, Stephen (1970). 《General topology》. Addison-Wesley Series in Mathematics (영어). Addison-Wesley. ISBN 978-0-201-08707-9. MR 0264581. Zbl 0205.26601.
5. 1 2  Steen, Lynn Arthur; Seebach, J. Arthur, Jr. (1978). 《Counterexamples in topology》 (영어) 2판. Springer. doi:10.1007/978-1-4612-6290-9. ISBN 978-0-387-90312-5. MR 507446. Zbl 0386.54001.
6. 1 2  Kechris, Alexander Sotirios (1995). 《Classical descriptive set theory》. Graduate Texts in Mathematics (영어) 156. Springer-Verlag. doi:10.1007/978-1-4612-4190-4. ISBN 978-1-4612-8692-9. ISSN 0072-5285. MR 1321597. Zbl 0819.04002.
7. ↑  Givant, Steven; Halmos, Paul (2009). 《Introduction to Boolean algebras》. Undergraduate Texts in Mathematics (영어). Springer-Verlag. doi:10.1007/978-0-387-68436-9. ISBN 978-0-387-40293-2. ISSN 0172-6056. Zbl 1168.06001.
8. 1 2 3  Moore, Gregory H. (2008년 8월). “The emergence of open sets, closed sets, and limit points in analysis and topology”. 《Historia Mathematica》 (영어) 35 (3): 220–241. doi:10.1016/j.hm.2008.01.001. ISSN 0315-0860. Zbl 1153.54001.
9. ↑  Cantor, Georg (1884). “Ueber unendliche, lineare Punktmannichfaltigkeiten. Nr. 6”. 《Mathematische Annalen》 (독일어) 23: 453–488. doi:10.1007/BF01446598. ISSN 0025-5831.
10. ↑  Cantor, G. (1884년 3월 4일). “De la puissance des ensembles parfaits de points. Extrait d’une lettre addressée à l’editeur” (PDF). 《Acta Mathematica》 (프랑스어) 4: 381–392. doi:10.1007/BF02418423. ISSN 0001-5962. JFM 16.0460.01. MR 1554642.
11. ↑  Baire, R. (1899). “Sur les fonctions de variables réelles”. 《Annali di Matematica Pura ed Applicata》 (프랑스어) 3: 1–123. doi:10.1007/BF02419243. ISSN 0373-3114. JFM 30.0359.01.